# Volta à Alta Áustria
A Volta à Alta Áustria (oficialmente: Oberösterreich-Rundfahrt ) é uma corrida de ciclismo profissional por etapas austriaca que se disputa na Alta Áustria, em meados do mês de junho.
Começou-se a disputar em 2010 fazendo parte do UCI Europe Tour, dentro da categoria 1.2 (última categoria do profissionalismo).
Sempre tem tido 3 etapas começando em Linz.
Está organizada pela Federação de Alta Áustria de Ciclismo.

## Palmarés
| Ano                       | Vencedor          | Segundo           | Terceiro               |           |
| ------------------------- | ----------------- | ----------------- | ---------------------- | --------- |
| 2001                      | Philippe Gilbert  |                   |                        |           |
| 2002                      | Stefan Rucker     |                   |                        |           |
| 2003                      | Thomas Dekker     |                   |                        |           |
| 2004                      | Martin Riška      |                   |                        |           |
| 2005                      | Paul Crake        |                   |                        |           |
| 2006                      | Markus Eibegger   |                   |                        |           |
| 2007                      | Marcel Siegfried  |                   |                        |           |
| 2008                      | Markus Eibegger   |                   |                        |           |
| 2009                      | Raymond Künzli    |                   |                        |           |
| 2010                      | Leopold König     | Stanislav Kozubek | Kristijan Đurasek      |           |
| 2011                      | Petr Benčík       | Erik Hoffmann     | Reto Hollenstein       |           |
| 2012                      | Robert Vrečer     | Martin Schöffmann | Riccardo Zoidl         |           |
| 2013                      | Riccardo Zoidl    | Markus Eibegger   | Jakub Kratochvíla      |           |
| 2014                      | Patrick Konrad    | Gregor Mühlberger | Paweł Cieślik          |           |
| 2015                      | Gregor Mühlberger | Marcel Meisen     | Víctor de la Parte     |           |
| 2016                      | Stephan Rabitsch  | Nick Schultz      | Markus Eibegger        |           |
| 2017                      | Stephan Rabitsch  | Riccardo Zoidl    | Markus Eibegger        |           |
| 2018                      | Stephan Rabitsch  | Riccardo Zoidl    | Patrick Schelling      |           |
| 2019                      | Jannik Steimle    | Stephan Rabitsch  | Markus Hoelgaard       |           |
| 2020 edição não realizada |                   |                   |                        |           |
| 2020                      | cancelado         | cancelado         | cancelado              | cancelado |
| 2021                      | Alexis Guérin     | Riccardo Zoidl    | Michal Schlegel        |           |
| 2022                      | Rainer Kepplinger | Alexis Guérin     | Johannes Staune-Mittet |           |
| 2023                      | Luca Vergallito   | Óscar Cabedo      | Martin Messner         |           |
| 2024                      | Adrien Maire      | Riccardo Zoidl    | Aaron Dockx            |           |

## Palmarés por países
| País          | Vitórias |
| ------------- | -------- |
| Áustria       | 9        |
| Suíça         | 2        |
| Chéquia       | 2        |
| Bélgica       | 1        |
| Países Baixos | 1        |
| Eslováquia    | 1        |
| Austrália     | 1        |
| Eslovênia     | 1        |
| Alemanha      | 1        |
| França        | 1        |